# Tháp Chiềng Sơ
Tháp Chiềng Sơ là một công trình kiến trúc nghệ thuật cổ được xây dựng chừng 400 năm trước, tại bản Nà Muông, xã Chiềng Sơ, huyện Điện Biên Đông, tỉnh Điện Biên, Việt Nam..
Tháp Chiềng Sơ được Bộ Văn hóa, Thể thao và Du lịch xếp hạng di tích lịch sử cấp quốc gia theo quyết định số 1255/QĐ-BVHTTDL ngày 14 tháng 04 năm 2011.

## Vị trí
Từ trung tâm thành phố Điện Biên Phủ đi đến di tích khoảng 85 km. Từ thành phố đi theo quốc lộ 279 về phía nam đến ngã ba Pom Lót thì rẽ trái sang đường tỉnh 130, đi theo hướng đông qua Na Sang, vượt đèo Keo Lôm (theo tiếng dân tộc Thái nghĩa là Thung Gió), đi đến ngã ba ở bản Suối Lư thì rẽ hướng đông nam đến Mường Luân. Từ Tháp Mường Luân đi tiếp 6 km đến xã Chiềng Sơ. Từ đây rẽ vào đường nông thôn, tiếp 5 km đến bản Nà Muông.

## Lịch sử
Hiện chưa có tư liệu lịch sử cụ thể nào xác định niên đại khởi dựng của tháp Chiềng Sơ. Theo các già làng thì ngôi tháp được xây dựng vào khoảng 400–500 năm trước. Ngôi tháp nằm ở bản Nà Muông, bản của người dân tộc Thái. Năm 1960 khi làm mương phai, người dân còn phát hiện một lò gạch bị vùi lấp bên suối với nhiều viên gạch còn nguyên vẹn, cách tháp chừng 100 m, được coi là nơi làm gạch cho xây dựng tháp. Đến nay lò gạch đã bị phá hủy hoàn toàn. Hiện tại tháp vẫn còn hình dáng cũ nhưng phần ngọn và các tượng xung quanh đã bị gãy đổ.
Tháp Chiềng Sơ được dựng bên cạnh một ngôi chùa, hiện nay ngôi chùa đã trở thành phế tích. Các nhà nghiên cứu cho rằng di tích được xây dựng vào khoảng thế kỷ 15-16, cùng thời với Tháp Mường Luân (huyện Điện Biên Đông) và Tháp Mường Và (huyện Sốp Cộp, Sơn La), là một trong những công trình kiến trúc cổ của dân tộc còn lại trên miền núi rừng Tây Bắc .

## Hiện tại
Tháp Chiềng Sơ có kiến trúc theo hình nậm rượu, dưới to trên nhỏ dần, được chia thành hai phần: Phần một là bệ tháp; phần hai là thân và các tầng tháp.
Đế tháp có dạng hình vuông mỗi cạnh là 5,3 m. Chiều cao của tháp là 10,5 m. Phần ngọn tháp đã bị gãy dài 1,6m. Trước mặt tháp có 1 bệ thờ. Trước đây, 4 góc quanh chân tháp có đặt hai chú voi ở phía trước và hai chú chó ở phía sau, song cả bốn linh vật kể trên đều đã bị gãy hoặc mất. Trên thân tháp có nhiều hoa văn, họa tiết, như: Tòa sen cách điệu có sáu lớp chồng lên nhau; hình mặt trời, hình hoa lá được bố cục từng phần hài hòa; những con rồng được đắp nổi uốn mình tạo thành hình số tám có đầu và đuôi chụm vào nhau... Nửa phía trên của tháp cong tròn chụm lại, tạo thế mềm mại, trông như những nụ sen. Các phần được nối với nhau bằng các tầng hình lục giác được trang trí nhiều hoa văn nổi bật như những cánh sen. Mặt ngoài tháp có màu trắng ngà, được trát mịn và nhẵn. Một số góc đã bị rêu phủ.
Trước đây người dân tộc Lào vẫn chăm sóc tháp. Từ khi chia tách xã, tháp Chiềng Sơ trở thành điểm tâm linh của người dân tộc Thái ở Nà Muông. Không chỉ ngày lễ, tết mà trước khi dựng nhà, cúng bản, làm các việc quan trọng hoặc trong gia đình có người ốm đau… người dân nơi đây đều mang lễ vật gồm: rượu, bánh kẹo hoặc gà, đến thắp hương, khấn lạy trước tháp.
Hàng năm, bản đều tổ chức dọn cỏ, phát quang khuôn viên tháp 1 – 2 lần. Người dân Nà Muông tin rằng ngọn tháp như một vị thần linh canh giữ, bảo vệ, che chở cho những người con của bản.
Tháng 2/2013 Sở Văn hóa, Thể thao và Du lịch tỉnh Điện Biên dự kiến tôn tạo, gồm "láng xi măng" sân tháp và mở đường lên tháp thay lối mòn hoang sơ.